# Бейтостёлен
Бейтостёлен (норв. Beitostølen) — посёлок в коммуне Эйстре-Слидре в губернии (фюльке) Иннландет, Норвегия. Расположен на окраине плоскогорья Ютунхеймен на высоте примерно 900 метров над уровнем моря.

## Спорт
Бейтостёлен известен как один из самых популярных лыжных курортов страны. На территории курорта располагается около 320 км трасс для катания на лыжах, которые используются при проведении соревнований по лыжным гонкам и биатлону. Лыжный сезон продолжается с ноября по апрель.
Турнир в Бейтостёлене является традиционным местом открытия лыжного сезона в Норвегии. Бейтостёлен 19 раз был местом проведения этапа Кубка мира по лыжным гонкам, 1 раз был местом проведения этапа Кубка мира по биатлону (в сезоне 2004/2005), 6 раз был местом проведения этапа Кубка IBU. В связи с отсутствием здесь снега этап Кубка мира по лыжным гонкам в ноябре 2011 года прошёл в Шушёэне.